# Гірничорятувальна техніка

Гірничорятувальна служба. Початок ХХ ст. Експонати Макіївської центральної гірничорятувальної і науково-дослідної станції, заснованої у 1907 р.

Гірничорятува́льна те́хніка — прилади, пристосування, уставки тощо, які використовують при гірничорятувальних роботах.
Більшість аварій на вугільних шахтах супроводжуються утворенням шкідливих і отруйних речовин, які роблять шахтне повітря непридатним для дихання.
У зв'язку з цим для захисту органів дихання випускається ціла низка шахтних саморятівників, а саме: ШСС-1, ШС-7м, ШСМ-30, ШСС-1Н, ШСС-1У.
На оснащенні гірничорятувальників знаходяться ізолюючі дихальні апарати з замкнутим циклом дихання, які отримали назву респіраторів.
Найбільше розповсюдження отримали такі респіратори: робочі (чотиригодинні) РКК-1, Р-12 і Р-30, допоміжні (двогодинні) РКК-1, РВЛ-1 і Р-34. Основним робочим респіратором на сьогодні є Р-30. При порушенні функції дихання потерпілих, як в придатній, так і в непридатній для дихання атмосфері застосовуються апарати штучної вентиляції легень: ГС-10, ГС-11С, ГС-11Р. Для проведення робіт в зоні з підвищеною температурою використовуються теплозахисні куртки (ТАК-50) і костюми (ТК-60М, ПТК-8, ПТК-100). Для відпочинку гірничорятувальників без респіраторів у гірничій виробці з непридатною для дихання атмосферою використовується комплект КГБ.
В залежності від того, які речовини використовуються для гасіння пожеж, можна виділити такі спо-соби пожежогасіння: водяний, порошковий, пінний і комбінований.
До особливої групи належать устави для проведення інертизації середовища. Засобами водяного пожежегасіння є автоматичні устави УВПК, УВПК-0,1, УВКП-0,2, УВЗ-2, водорозбризкувачі ВВР-1. З порошкових засобів пожежегасіння найбільш широке засто-сування в Україні отримали вогнегасники: ручні ОПШ-10, ОП-10Ф, ОПШ-101 і пересувні — ОПШ-100, УПШ-250, УПШ-500, УПШ-100 та установки: «Вихор», «Вихор-1» та ППУ.
При пінному способі гасіння для отримання піни використовуються такі піногенератори: ГПС, УИП, УПГВ. При комбінованому способі пожежегасіння використовується порошко-пінна установка ППУ. Для проведення інертизації великих об'ємів використовуються генератори інертного газу: ҐІГ-1500, ҐІГ-4, ГТ-250, МВТ-1.
Механізація трудомістких гірничорятувальних робіт підрозділів ДВГРС забезпечується домкратом гідравліч-ним дистанційним ДГД, трубопрокладником ТГ, гідроклином ГД, пристроєм для різання гумовотросових стрічок УРД, комплексом для спорудження безврубових перемичок «Темп-500».
Із засобів зв'язку, які найбільш часто використовуються при ліквідації аварій, необхідно відзначити апарат «Угольок», «Угольок-Т» і «Кварц».
Для контролю за складом повітря найбільш широке застосування отримали шахтні інтерферометри (ШИ-10, ШИ-11, ШИ-12), газовизначники ГХ-14, хроматографи сімейства «Поиск», експлозиментр ЕГ-1, газоаналізатор «Ендотестер», апаратура контролю оксиду вуглецю у гірничих виробках «Сигма СО», лабораторний варіант «Си-гма СО-602».
Для безконтактного вимірювання температури з метою пошуку джерела нагріву використовується пірометр «Квант РТ».